# Jean Bernoulli (1744-1807)
Pour les articles homonymes, voir Famille Bernoulli.
Jean Bernoulli (Bâle, 4 novembre 1744 - Berlin, 31 juillet 1807) est un mathématicien et physicien suisse. Il est le fils de Jean Bernoulli II (1710-1790) et le petit-fils de Jean Bernoulli (1667-1748). Il est l'un des derniers membres notables de la famille Bernoulli.

## Biographie
Il a fait ses études à Bâle et Neuchâtel. Il visite plusieurs pays l'Allemagne, la France et l'Angleterre, puis l'Italie, la Russie et la Pologne. À son retour à Berlin, il est nommé directeur du département de mathématiques de l'Académie.
En 1774 il a publié une traduction en français des Éléments d'Algèbre de Leonhard Euler. C'est en cette année 1774 qu'il a été élu membre étranger de l'Académie royale des sciences de Suède. En 1782 paraît, sous le titre De la réforme politique des Juifs, sa traduction du célèbre ouvrage de Christian Wilhelm Dohm, Über die bürgerliche Verbessung der Juden. Il a aussi écrit sur le groupe ethnique polonais Kachoubes.
Il s'est distingué comme mathématicien et astronome.

## Œuvres
- Recueil pour les astronomes. Berlin 1771–1779, 3 volumes et 1 supplément.
- Lettres sur différens sujets, écrites pendant le cours d'un voyage par l'Allemagne, la Suisse, la France méridionale et l'Italie, en 1774 et 1775… Berlin, G. J. Decker, 1777-1779, 3 volumes.
- Reisen durch Brandenburg, Pommern, Preussen, Curland, Russland und Pohlen in den Jahren 1777 und 1778. Leipzig, C. Fritsch, 1779-1780, 3 volumes.
- Sammlung kurzer Reisebeschreibungen (Recueil de récits de voyages). Berlin 1781–1878, 18 volumes.
- Archiv zur neueren Geschichte, Geographie, Natur- und Menschenkenntnis. Leipzig 1783–1788, 8 volumes.
- Jean Bernouilli a fourni 11 articles sur l'astronomie au Supplément à l'Encyclopédie[1]

### Sources et bibliographie
Cet article comprend des extraits du Dictionnaire Bouillet. Il est possible de supprimer cette indication, si le texte reflète le savoir actuel sur ce thème, si les sources sont citées, s'il satisfait aux exigences linguistiques actuelles et s'il ne contient pas de propos qui vont à l'encontre des règles de neutralité de Wikipédia.